# Bevolking van de Falklandeilanden

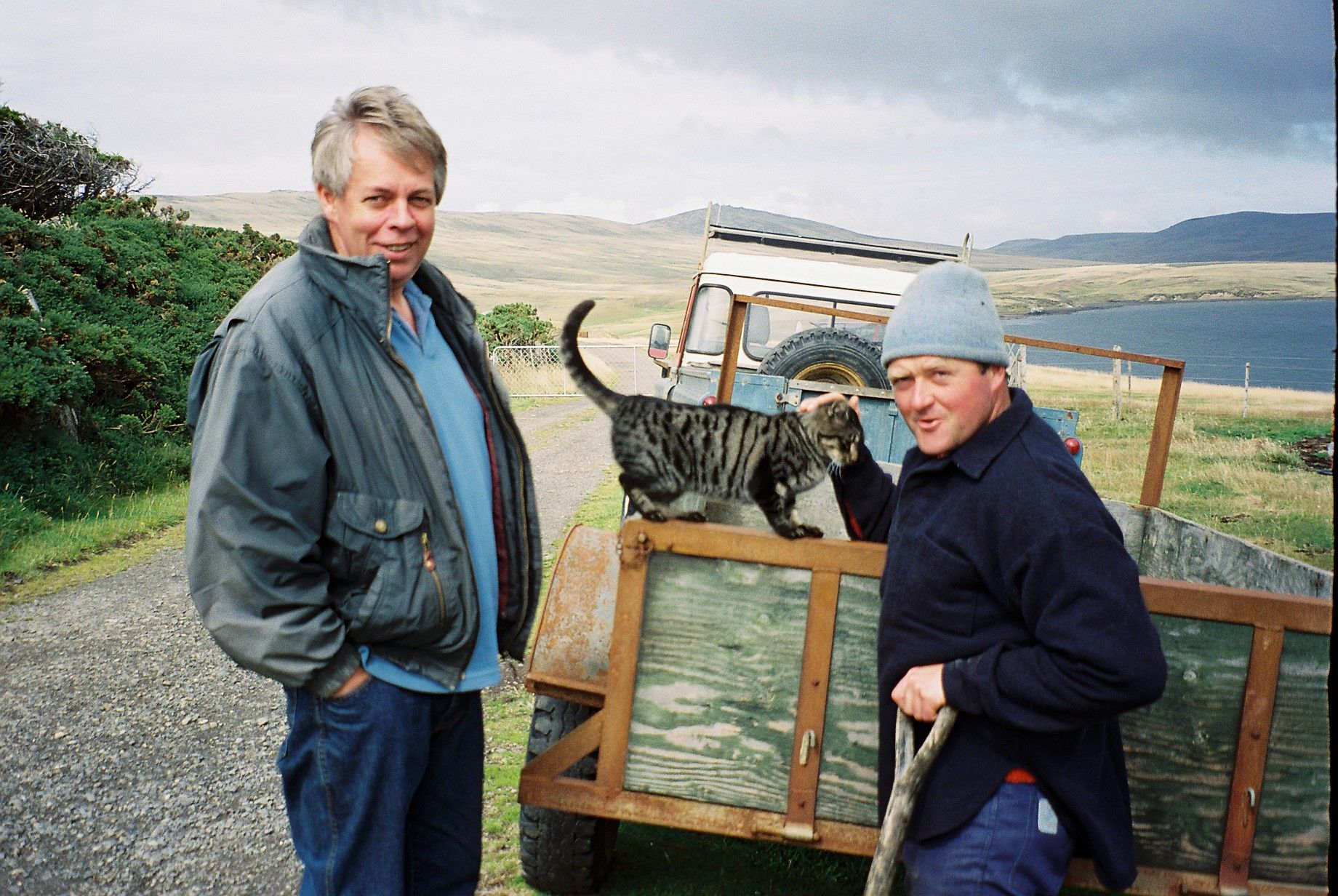
Bewoners van de eilanden

De meerderheid van de inwoners van de Falklandeilanden is van Britse afkomst (ongeveer 70%). Daarnaast wonen er Britten die zijn ingeburgerd, de zogenaamde 'belongers'. Deze 'belongers' zijn trouwens voor een deel ook van Scandinavische herkomst.
Verder leven er Chilenen op het eiland. Recentelijk zijn er ook mensen van Sint-Helena komen wonen.

## Bevolking
De bevolking noemt zichzelf Islanders. Ze zijn zowel Brit, als Falkland Islander. Door buitenstaanders worden de Islanders ook wel Kelpers genoemd, naar het vele zeewier dat de eilanden omgeeft.
- Aantal inwoners: 3.662  (d.d. 2021)[1]
- Etnische groepen: Britten, Chilenen
- Taal: Engels

De Falklandoorlog heeft de eilandengroep in de belangstelling gebracht. Behalve emigranten zijn ook investeerders geïnteresseerd geraakt in de eilanden. Verder is de hulp van Groot-Brittannië aan het gebied toegenomen na de oorlog. De economische activiteiten zijn tussen 1982 en 1992 verdrievoudigd, en er bestaat nu een nijpend tekort aan arbeidskrachten. De economische opleving wordt voornamelijk veroorzaakt door de visserij en haar nevenindustrieën. De exclusieve 150 mijlszone rond de eilanden verzekert de Falklands van een stabiele bron van inkomsten.
De bewoners moeten nog wennen aan de nieuwe tijden. Er is een zekere frictie tussen de Kelpers en de grote aantallen (tijdelijke) emigranten. Uit Engeland kwamen militairen, technici en bestuurders, terwijl daarnaast grote aantallen gastarbeiders van het Britse eiland Sint Helena werden 'geïmporteerd'.
De ontwikkelingen hebben het straatbeeld in Port Stanley ingrijpend veranderd. De klassieke landrover heeft gezelschap gekregen van Japanse en Europese auto's. Tezamen met het militaire verkeer maakte dit zelfs de komst van stoplichten noodzakelijk. In de naoorlogse periode kon het onderwijs verbeterd worden. Het primitieve openbaar transportsysteem, dat bestond uit een handjevol bejaarde landrovers, kon gemoderniseerd worden.
Het isolement van de Falkland-eilanden is vooral verminderd door de aanleg van een nieuwe militaire luchthaven, die is uitgerust met een lange startbaan, zodat grote straalvliegtuigen er kunnen landen. Dit maakte een reductie van het Engelse garnizoen mogelijk. In geval van nood kunnen binnen 24 uur troepen via het eiland Ascension vanuit Engeland worden overgevlogen.
De luchthaven wordt wekelijks aangedaan door twee civiele vluchten vanuit de RAF-basis Brize Norton in Oxfordshire, terwijl de Falklands voor de oorlog slechts een keer in de twee weken een (onbetrouwbare) luchtverbinding hadden met het stadje Comodoro Rivadavia in Patagonië. Er bestaat nu ook een regelmatige (eens per maand) scheepsverbinding met het moederland.
Al deze contacten hebben op de eilanden veel veranderd. Vroeger werd de post eens per maand ontvangen. Nu is deze frequentie opgevoerd tot tweemaal per week. Een satellietstation brengt zonder vertraging televisie en radio-uitzendingen uit Engeland. Voor de oorlog waren er alleen de kortegolf-radio-uitzendingen van de BBC. Na de oorlog met Argentinië zijn de Falkland-eilanden uit hun isolement gekomen en tot een welvarend onderdeel van het Britse Rijk gemaakt. Lang niet iedere Falklander ziet dit als een verbetering, de heimwee naar het rustige bestaan van weleer neemt toe naarmate zich meer nieuwe ontwikkelingen aandienen.